# Радіо Іслам
Радіо Іслам (http://islam-radio.net) — шведський радіоканал, в наш час[коли?] вебсайт, присвячений «визвольній боротьби палестинського народу проти Ізраїлю». Видається багатьма мовами.

## Історія
У вересні 1973 року Ахмед Рамі, колишній марокканський офіцер, приїхав до Швеції з Парижу. Він отримав політичний притулок, стверджуючи, що він брав участь у невдалій спробі державного перевороту проти короля Хасана II у серпні 1972 року. У 1987 році Ахмед Рамі почав виступати на шведської радіостанції в передачі «Радіо Іслам» для зв'язків з громадськістю в програмі для мусульман Швеції.
Передачі «Радіо Іслам» по шведському радіо тривали більше двох років, перш ніж канцлер юстиції Ханс Старк за матеріалами, надісланими йому Шведським комітетом проти антисемітизму, порушив у відділі у справах про свободу друку Стокгольмського міського суду справу за звинуваченням Ахмеда Рамі в розпалюванні ненависті проти групи населення відповідно до закону, прийнятому в 1948 р. У листопаді 1989 р. на процесі, що тривав майже три місяці, Ахмед Рамі був визнаний винним і засуджений до 6-ти місяців тюремного ув'язнення; в жовтні 1990 р. Верховний суд Швеції відхилив касаційну скаргу Рамі і підтвердив вирок. «Радіо Іслам» було закрито на рік. У вересні-жовтні 1992 р. в Стокгольмському міському суді відбувся третій процес проти «Радіо Іслам». Давид Янсон, що офіційно числився відповідальним редактором передач, був засуджений до чотирьох місяців в'язниці. Ліцензія на право мовлення «Радіо Іслам» була скасована на рік.
Станція відновила мовлення в 1991 році, потім Радіо Іслам залишив ефір з 1993 до 1995, але програма повернулась в 1996 під керівництвом Рамі в той же самий рік, коли він створив вебсайт РадіоІслам. Рамі був знову засуджений і оштрафований шведським судом в жовтні 2000 року. Останнє розслідування закінчилося в 2004 році, коли шведська Прокуратура не змогла довести, що Рамі був відповідальний за зміст сайту.

## Спрямованість
Девіз сайту «Ні ненависті, ні насильству» (англ. "No hate, no violence")
Творці вебсайту стверджують, що їхня мета — «боротися з єврейським расизмом і сіоністською ідеологією за допомогою інформації, використовуваної сіоністами для розповсюдження їх ідеології і досягнення їхніх політичних цілей, і стала, таким чином, інструментом гноблення людей».
Сайт проголошує: «Радіо Ісламу об'єднує всіх, хто … хоче боротися з расовою ненавистю, пропагандою, пригніченням, історичної брехнею і інтелектуальним терором сіоністів».
На вебсайті виявляються незліченні виноски на 16 мовах, в тому числі статті, заяви та інші документи, що підтримують непохитну позицію проти світового єврейства.
Сайт Радіо Іслам не має ніякого відношення до RadioIslam.com — вебсайту і радіо-програми заснованих в Чикаго.

## Заперечення Голокосту
Радіо Іслам стверджує, що більшість тих, хто помер в німецьких концтаборах, були жертвами тифу не-єврейського походження, і що там загинуло набагато менше людей, ніж стверджують . Сайт стверджує, що багато-хто на Заході в цілому згодні з останніми іудео-сіоністськимі твердженнями про так званий «голокост» без будь-яких зауважень, немов би вони є «божественною істиною». На брехню Голокосту купилися освічені і неосвічені люди на Заході, починаючи від украй правих (таких, як християнські фундаменталісти), або від так званих «помірних», або навіть від украй лівих (наприклад, соціалістів і комуністів).
Вони критикують широку громадськість за толернтне ставлення до критики політичних помилок президента, але не заперечення існування Голокосту. Вони стверджують, що в цілому Голокост були сфабрикований сіоністами, як привід для створення ізраїльської держави.
Радіо Іслам також принижує Голокост, стверджуючи, що євреї не виділялися для будь-якого спеціального покарання, і що їхні смерті слід розглядати так же само як будь-які інші жертви нацистів. Вони стверджують, що кількість людей, які загинули під час Голокосту була насправді близько 240 тисяч. Радіо Іслам також заперечує існування газових камер і стверджує, що нацисти використовували для кремації трупів лише жертв тифу та інших інфекційних захворювань, як засіб профілактики епідемії.
Радіо Іслам стверджує, що його позицію підтримують багато вчених та істориків, посилаючись на Артура Бутца — штатного професора електротехніки в Північно-Західному університеті, який стверджує, що Голокост був сіоністоми вигаданий, а також на «батька ревізіонізму Голокосту» Поля Рассіньє і колишнього професора Університету Ліону Робера Форіссона, який стверджував, що щоденник Анни Франк був містифікацією.